# Leganés
Leganés ist eine südliche Vorstadt von Madrid in Spanien. Sie liegt 665 Meter über dem Meeresspiegel und nimmt eine Fläche von rund 43 Quadratkilometern ein. 2024 hatte die Gemeinde 194.084 Einwohner.

## Geschichte
Leganés wurde im Jahr 1280 durch Alfons X. gegründet.
Während des Spanischen Bürgerkrieges war die Stadt während der Kämpfe um Madrid kurzzeitig der Regierungssitz der Republik, bis Leganés am 4. November 1936 durch Franco-Truppen eingenommen wurde.
Am 3. April 2004 sprengten sich sieben Attentäter des Anschlages vom 11. März 2004 in einer Wohnung in Leganés in die Luft, als eine Spezialeinheit der Grupo Especial de Operaciones sie festnehmen wollte. Die Männer und ein Polizist starben.

## Wappen
Beschreibung: Das Wappen ist geteilt und oben schräg in Blau und Silber geviert und zeigt in den blauen Feldern je einen goldenen Henkelkorb mit gold-rot geschachtem Flechtwerk, in denen je zwei schwarzgezungte grüne siebenköpfige Hydras sich emporschlängeln, und in den silbernen Feldern je fünf schwarze Hermeline. Der achtzehn Mal in Rot mit goldenem Kastell und blauem Tor und Fenstern und Silber mit rotgezungten goldgekrönten purpurnen Löwen gestückte Bord umgibt alles.
Unten in Blau eine stilisierte silberne Insel mit sechs gleichfarbigen Pflanzen.
Über dem Wappenschild ruht die goldene Krone.

## Sehenswürdigkeiten

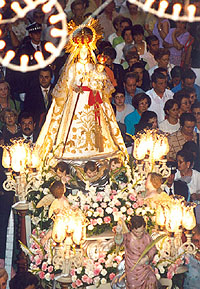
Statue der heiligen Jungfrau

Am 15. August findet die Prozession zu Ehren der heiligen Jungfrau statt.
In Leganés befindet sich ein Campus der Universität Carlos III Madrid, die ihren Sitz im benachbarten Getafe hat.
Zu Ehren der Rockband AC/DC wurde am 2. März 2000 eine Straße in „Calle de AC/DC“ umbenannt. Ebenso gibt es zu Ehren der Hardrockband Scorpions eine "Calle de Scorpions".

## Sport
Der Fußballverein CD Leganés spielte von der Saison 2016/17 an bis 2020 in der Primera División, der höchsten Spielklasse in Spanien. Die Heimspiele werden im Estadio Municipal de Butarque ausgetragen, welches sich im Nordosten der Stadt befindet.

## Persönlichkeiten
- Juan del Arco (* 1991), Handballspieler
- Dani Carvajal (* 1992), Fußballspieler
- Miguel Gutiérrez (* 2001), Fußballspieler
- Álex Jiménez (* 2005), Fußballspieler

## Belege
1. ↑  Gesamtzahl der Dateien Geografische Nomenklatur der Gemeinden und Bevölkerungseinheiten: 1 Datei:MUNICIIOS.csv Spalte:ALTITUD
2. ↑  Gesamtzahl der Dateien Geografische Nomenklatur der Gemeinden und Bevölkerungseinheiten: 1 Datei:MUNICIIOS.csv Spalte:SUPERFICIE
3. ↑  Instituto Nacional de Estadística Municipal Register of Spain